# علي بن أبي طالب البلخي
أبو الحسن علي بن أبي طالب البلخي، إمام الحنفية ونقيب الأشراف في بلخ، ينسب له الضريح الموجود في المسجد الأزرق الذي يقع في مزار شريف بأفغانستان.

## نسبه
أبو الحسن علي بن أبي طالب الحسن النقيب ببلخ بن أبي علي عبيدالله بن أبي الحسن محمد الزاهد بن أبي علي عبيدالله النقيب بهراة بن أبي القاسم علي النقيب ببلخ بن أبي محمد الحسن بن الحسين بن جعفر الحجة بن عبيدالله الأعرج بن الحسين الأصغر بن علي بن الحسين بن علي بن أبي طالب وأمه ريطة بنت الحسن من ذرية محمد بن الحنفية بن علي بن أبي طالب.

## عصره
كان الصراع الفكري على أشده في هذا القرن بين الفرق الكلامية وبينها وبين المذاهب الفقهية، وما وقع في هذا القرن إنما هو استمرار للاختلاف القديم في مسائل السياسة والعقائد، مع العلم أن الاختلاف الفكري في حد ذاته ليس نقمة بكامله، ولا هو ميزة خاصة بالثقافة الإسلامية، لأن جميع الديانات الأخرى عرفت أشكالا وأنواعا من الاختلافات في الأصول والفروع معا. وقد نشأ علم الكلام من الاختلاف في الأصول، ونشأ علم الفقه من الاختلاف في الفروع، وكان الاختلاف في الأصول في أربع مسائل كبرى: أولا: الصفات والتوحيد، ثانيا: القضاء والقدر، ثالثا: الوعد والوعيد، ورابعا: النبوة والإمامة. ويتميز القرن الخامس من الناحية الفكرية باتساع موضوع التفكير في العلوم الشرعية، وكذلك الحال في العلوم الأخرى، كالعلوم العقلية والطبيعية والاجتماعية، كما تتميز بكثرة الإنتاج في جميع تلك العلوم، وبنمو سلطة الفرق والمذاهب في ضم وتجنيد الناس في صفوفها.
نلاحظ مما سبق أن عصره يتميز باضمحلال الخلافة العباسية، وتفكّك السلطة المركزية إلى دول كثيرة، حيث تتناحر هذه الدول على استقطاب الخلفاء، ويدخلون في حروب فيما بينهم وبين الخليفة، مما أثّر سلبا على جميع ميادين الحياة. بالإضافة إلى ذلك فهذا العصر لم ينج من الكوارث الطبيعية الكثيرة كالزلازل والجفاف التي اهتم المؤرخون بذكرها وإحصاء الخسائر المترتبة عنها وآثارها على المسيرة الحضارية. كما يتميز أيضا بظهور العلماء الأعلام في كل علم وفن، ويمكن الإشارة إلى أهم الظواهر التي سادت هذا العصر، وإلى العوامل التي كانت سببا في الاضمحلال والتقوقع، وهي بإيجاز:
- هذا العصر مليء بالأحداث المثيرة والعجيبة في الميادين المختلفة.
- هو عصر الاضطرابات السياسية والفكرية والدينية.
- المغول يطرقون الحدود الشرقية، لضعف ملوك وسلاطين المسلمين بسبب تناحرهم فيما بينهم.
- الحروب الصليبية تهدد البلاد الإسلامية غربا وكانت المراكز الحضارية مسرحا لها.
- ملوك المسلمين يستعينون بالأجانب - أي هؤلاء الأعداء من كل جنس ولون - في الحروب التي تقع بينهم.
- البناء الاجتماعي هش وضعيف.
- الفرق الكلامية والمذاهب الفقهية يشتد الصراع بينها جميعا.
- الفكر يزدهر ويتنوع بظهور العلماء الأعلام كعلاء الدين السمرقندي ونظام الملك.[11][12]

وفي غمرة هذه الفوضى كان يطلب العلم، وتفقه على مجموعة من شيوخ الحنفية ، فبرع في المذهب والخلاف والأصول وقرأ الأدب وسمع الحديث على كبار المحدثين. وقد أمضى ثلاثين عاما يدرس فيها علوم الشريعة أصولها وفروعها.

## من حياته
كان من أعيان السادة الحنفية الماتريدية مع قوله بإمامة المفضول مع وجود الفاضل، وهو شاعر وكاتب، زاهد وعابد صوفي المشرب، من سادات بلخ الذين لهم مكانة واسعة في نفوس أهلها وأقليم خراسان وعرف ب «شاه مردان» وكان سفيرا للسلاجقة كالسلطان ألب أرسلان وولده جلال الدولة ملك شاه ووزيرهما نظام الملك ومن رجال دولتهم، الذين اعتمد عليهم وعلى عَمّيه شمس السادات محمد بن عبيد الله البلخي وأبي المعالي البلخي في البعثات والمهمات الرسمية، زار بغداد ودمشق وحلب والقاهرة وبلاد الهند وله مكانة وإحترام بين ملوك عصره ورجاله، وكان شاعرا وأديبا وخطاطا ولقد ألّف كتاب «فضائل بلخ»، وعمل أستاذا زائرا للفقه الحنفي والشافعي في المدرسة النظامية في بغداد مدة تواجده فيها «كان: قطط الشَّعْر حَسَن اللحية حين استوت لحيته». وكان كأبيه في الشجاعة وقوة القلب ومبارزة الأبطال، وله مقام مشهور بقرية «خواجة خيران ما يعرف حاليا بمدينة مزار شريف» وتبعد بضع فراسخ عن بلخ في بخراسان.
وقد حج مرتين وفي إحدى سفراته ذهب إلى (هراة) فاحترمه الملك وكانت له أسفار عديدة فسافر إلى سمرقند وسمنان ومرو، وطوس وكيش وكانت له علاقات جميلة بالناس، وله هيبة بالقلوب وكان محبوبا من كل الفرق مع شدة ورعه وتقواه.
(السيد الأجل أبو الحسن) علي بن أبي طالب بن عبيد الله البلخي، ذكره الباخرزي في كتابه «دمية القصر وعصرة أهل العصر» فقال شرف السادة وله أخص الفضل وأعمه وهو من أغصان تلك الدولة العلياء ومن أزهار تلك الدوحة الغناء ورأيت الشيخ أبا عمرو يروى بين يدي عمه شعره وأسارير وجهه من سرور تشرق ولسانه بالحمد والشكر ينطق لما يرشح به إناؤه ومن فضل مختزن في إهابه وبخاته سار ذكره لها وشرف قدرها به ورأيت في كتاب قلايد الشرف قافية منسوبة إليه فلم أتمالك أن قلت عين الله عليه وحواليه، مطلعها:
- أرقت وحجري بالمدافع يشرق *** وقلبي إلى شرقي رامة شيق
- وما زلت أحمى بالتصبر مهجة *** يكر عليها للصبابة فيلق
- خليلي هل لي بالعذيبة رجعة *** وان لم يعاودني الصبا المتأنق
- وهل لي بأطراف الوصال تماسك *** وهل أنا من داء التفرق مقرق
- بحيث الصبا فينان أخضر مورق *** يغازلني والعيش صاف مورق
- وكم قد مضى ليل على أبرق الحمى *** يضئ ويوم بالمشرق يشرق
- تسرقت فيه اللهو أملس ناعما *** وأطيب أُنس المرء ما يتسرق
- ويا حسن طيف قد تعرض موهنا *** وقلب الدجى من صولة الصبح يخفق
- تنسمت رياه قبيل وروده *** وما خلته يحنو على ويشفق.[5][36][37][38][39]

وله قصيدة في مدح النبي محمد صلى الله عليه وسلم:
- لله روضٌ به المختار يُسعدنا *** بالكوثر العذب فياضٌ وزخّار
- وجنة الخلد زُفت عند روضته *** قلبي لها لمدى الأيام يختار
- وقد جثوت بذل عند عتبته *** إن الكريم لكسر القلب جبار
- قد مسّني مِن أليم البين يا أملي *** وطال في الصدّ أزمانٌ وأعمار
- فارفُق بقلبي وحاشا أن أضام إذا *** كان الشفيع هو المختار والجار
- وانظر إليّ بعطف منك يسعفني *** فالغيث منك لقلب الصب مدرار
- عليك مني سلام ملؤه شجن *** ما غردت في سماء العشق أطيار
- والآل وصحبه مني مهجةً صُرفت *** للود والشوق هم في الدين أقمار.[5][40][41][42][43][44][45][46]

## أولاده
له من الولد: الحسين تاج الدين , وشرف الدين أبي محمد الحسن العالم المحدث النقيب ببلخ، ومنهم: الحسن أبي يُعلى وأبي الحسن إبنا القاسم بن علي بن شرف الدين بن علي الفقيه، ومنهم علي نقيب طخارستان بن حسين تاج الدين بن علي بن أبي طالب، له عقب باق في طخارستان، ومنهم تاج الدين بن الحسن أبي يُعلى (أبوالفوارس) بن القاسم مجد الدين بن علي أبي محمد المغفور بن شرف الدين الحسن بن علي بن أبي طالب نقيب بلخ، هاجر إلى شرق الأناضول ونزل عند الكرد قرب ديار بكر وله عقب باق، ومنهم: أبي الحسن عـلي بن القاسم مجد الدين بن عـلي (أبوالفـراس) بن أبي محمد المغفـور شرف الدين بن الأمام علي بن الحسن أبي طالب بن عبيدالله النقيب، واشتهر من أحفاده الشيخ محمد الحافظ بن عبد الله القـاضي بن علي بن محمد أبوالحسن بن جعفر بن أحمد بن حسـن بن أحمد الحـافـظ بن يحيى (أبـوالطـيب) بن جعفر (اليارخداي) بن محمـد بن القاسم (أبي يُعلى) بن علي بن مجدالدين محمـد بن أبي الحسن علي بن القـاسم مجدالدين بن علي (أبـوالفراس) بن أبي محمـد العـالم المغفور شرف الدين الحسن بن علي بن أبي طالب بن عبيدالله النقيب.

## وفاته وضريحه
في عام 485 هـ / 1092م توفي علي بن أبي طالب البلخي، ودفن في بلخ. المسجد الأزرق (مزار شريف) أثري البنيان، وبحسب "الأسطورة الشعبية الأفغانية" فيه مرقد علي بن أبي طالب، لكن الدراسات التاريخية تؤكد أن صاحب المرقد هو علي بن أبي طالب البلخي "نقيب العلويين في بلخ في عصره، ولقد قرّرت سلالة السلاجقة متمثلة بالسلطان سنجر السلجوقي إعادة بناء المسجد الأزرق لأول مرة في نفس موقعه، وذلك إكراما لمكانة دفينه علي بن أبي طالب البلخي سفير الدولة السلجوقية ورجلها، ثم تم تدمير المسجد على يد الغازي جنكيز خان في غزوه للمنطقة في حوالي عام 1220م، وقد أُعيد بناؤه في القرن الخامس عشر من قبل السلطان حسين ميرزا بيغراه.

## وصلات خارجية
- كتب علوم آل محمد صلى الله عليه وآله وسلم
- ال البيت: الإمام الحجة المجدد للدين مجد الدين بن محمد بن منصور المؤيدي رضوان الله وسلامه عليهم
- مؤسسة الإمام زيد بن علي الثقافية
- مركز بحوث ودراسات المدينة المنورة

## طالع كذلك
- المسجد الأزرق (مزار شريف)
- مزار شريف
- أبو المعالي البلخي
- محمد بن عبيد الله البلخي
- آل البيت
- حسين علي محفوظ
- قحطان الحديثي